# Lazy Lake
Lazy Lake es una villa ubicada en el condado de Broward en el estado estadounidense de Florida. En el Censo de 2010 tenía una población de 24 habitantes y una densidad poblacional de 402,89 personas por km².

## Geografía
Lazy Lake se encuentra ubicada en las coordenadas 26°9′23″N 80°8′43″O / 26.15639, -80.14528. Según la Oficina del Censo de los Estados Unidos, Lazy Lake tiene una superficie total de 0.06 km², de la cual 0.06 km² corresponden a tierra firme y (0%) 0 km² es agua.

## Demografía
Según el censo de 2010, había 24 personas residiendo en Lazy Lake. La densidad de población era de 402,89 hab./km². De los 24 habitantes, Lazy Lake estaba compuesto por el 91.67% blancos, el 4.17% eran afroamericanos, el 4.17% eran amerindios, el 0% eran asiáticos, el 0% eran isleños del Pacífico, el 0% eran de otras razas y el 0% pertenecían a dos o más razas. Del total de la población el 8.33% eran hispanos o latinos de cualquier raza.